# Зикр
Зикр (араб. ذکر‎ —  упоминание‎) — исламская мистическая практика, заключающаяся в многократном произнесении молитвенной формулы, содержащей прославление Аллаха. Зикр совершается после завершения намаза, во время мавлидов, собраний (маджлисов) или в любое удобное для этого время. Зикр в исламе развился в основном как медитативная практика суфизма.
Суфии называют зикр «столпом, на котором зиждется весь мистический Путь». Во время произнесения зикра исполнитель может совершать особые ритмизированные движения, принимать определённую молитвенную позу (джалса). Зикр нередко противопоставляют фикру  («размышлению»). Человека, который читает зикр, называют закиром (ذَاكِر [ðaːkɪr] — «помнящий»).
Согласно британскому исламоведу Дж. С. Тримингэму , зикр — это духовное упражнение с целью ощущения внутри себя божественного присутствия, ритмичное, повторное поминание имён Аллаха (теомнемия) для достижения состояния духовной сосредоточенности.
«Зикром» в узком смысле обозначается произнесение слов прославления Аллаха, а в широком же смысле к зикру можно отнести любое действие, которое напоминает человеку о Боге, делает человека ближе к нему и помогает ему помнить о нём. К зикру в мусульманском богословии можно отнести размышления о Боге и его творениях, прослушивание исламских лекций, посещение исламских уроков, поход в мечеть, совершение намаза, чтение и прослушивание Корана, произнесение слов прославления Бога, совершение паломничества и многое другое.

## Этимология
Согласно А. Арберри, термин «дхикр» изначально означал «память (воспоминание) о Боге». В Коране постоянно встречается фраза «вспоминай Бога часто». На Западе понятие получило известность в форме «зикр», согласно египетскому произношению, благодаря путешествиям в середине XIX века в Египет англичанина Э. У. Лейна.

## Виды зикра
Зикр джахри (джали) — поминание вслух; зикр хафи — мысленное поминание про себя. Совершать поминание можно либо в одиночестве, либо на общих собраниях представителей суфийской общины. Некоторые братства (такие, например, как шадилийа, халватийа, даркава и т. д.) подчёркивали преимущества уединённого зикра, который они называли «зикром избранников [Божьих]» (зикр аль-хавас), то есть тех, кто приблизился к концу мистического «пути». Другие же (например, рахманийа в Алжире и Тунисе) указывали на «опасности» уединённого поминания и советовали сочетать его с коллективным зикром (айин), который мог отправляться как во время больших «собраний» (хадра), так и в небольших «кружках» (халка) подвижников. Правила коллективного зикра в некоторых братствах предписывают их участникам определённые позы и контроль над дыханием. Такие «поминания» напоминают своего рода литургию, которая начинается с произнесения коранических аятов или молитв, завещанных основателем братства. Такой зачин обычно называется хизбом или вирдом.
В Чечне и Ингушетии распространён круговой громкий зикр.
В некоторых суфийских орденах распространён вид зикра, называемый сама.

## Аналоги в других религиях
Практика повторения священных формул существует во многих религиях, например, в индуизме — джапа, у китайских и японских буддистов — няньфо/нэмбуцу. У бахаи — произнесение 95-и раз «Аллаху абха». Определённые параллели зикр-хафи можно провести и с практикой «Трисвятое» или «умной молитвы» в православии (см. имяславие, исихазм). Нет никаких исторических сведений, указывающих на то, что все они происходят из одного источника.

## Теологические основания
- Слово зикр взято из Корана, где оно встречается, в частности, в стихах «вспомни [узкур] твоего Господа, когда ты забудешь» (18:24) и «о те, которые уверовали! Упоминайте [узкуру] Аллаха частым упоминанием» [зикран касиран] (33:41).
- Описывая «ночное восхождение» Мухаммада к Божьему Престолу (мирадж), Халладж говорит, что путь к Богу, который лежит через «сад зикра», в сущности равнозначен «пути размышлений» о своей участи и о Боге (фикр). Большинство суфиев последующих поколений не разделяло это мнение, отдавая предпочтение путешествию через «сад зикра».
- Суфийские авторы по-разному определяли роль и место зикра в рамках суфийской духовной дисциплины. Так, аль-Халладж и аль-Калабази считали, что зикр — это способ заставить подвижника постоянно помнить о Боге и, тем самым, помочь ему оказаться в Божественном присутствии. Аль-Газали полагал, что зикр — это путь, который готовит мюрида к восприятию излияний Божьей милости и высшего знания о Боге и мире. Ибн Ата Аллах аль-Искандари считал его не просто подготовительной стадией мистического пути, но и своего рода «пропуском» в сферу Божественных тайн (лахут).

## Исламская практика

### Подготовка к зикру
Помимо вводной части, произнесения формул хизба и вирда, участники зикра, по словам Аль-Газали, должны отрешиться от мира, принять аскетический образ жизни и иметь «искреннее намерение» (ният) следовать по пути. Рекомендовалось также умащать себя благовонными маслами и облачаться в ритуально чистую одежду.

### Роль шейха
Важную роль в совершении коллективного зикра играет духовный наставник и руководитель суфийской общины. Он наблюдает за исполнением зикра во время совместных радений с тем, чтобы его последователи не позволяли себе симулировать экстатическое поведение или «работать на публику». Что касается индивидуального зикра, то его исполнитель должен полностью забыть обо всём окружающем и постоянно удерживать пред мысленным взором образ своего шейха.

### Позы зикры
- В суфийских руководствах оговаривается поза суфия во время индивидуального поминания (ему надлежит сидеть на молитвенном коврике скрестив ноги) и положение его рук.
- Во время коллективного зикра приняты кружения дервишей.

### Формулы зикра
- Как правило, зикр начинается произнесением первой части мусульманского символа веры (шахада) «нет божества, кроме Аллаха» (ла илаха илла-Алаху). Согласно шазилийскому методу, произнесение этой формулы должно начинаться во «вместилище сердечного светила и месте средоточия духовного света», то есть в левой части груди, затем её нужно плавно «двигать» из нижней части груди наверх и вправо, пока она не вернётся в своё исходное место. Таким образом, она совершает полный круг в груди отправляющего зикр (закир).
- Распространённой формулой зикра является так называемое «Имя величия», то есть Аллах. Её артикуляция должна сопровождаться двумя следующими движениями, произнося первый слог, состоящий из хамзы и краткого звука «а», подвижник ударяет себя подбородком в грудь, а затем, выдыхая слог «ллах», он запрокидывает голову назад. Ещё одна известная формула зикра связана с аль-Халладжем и его последователями. В ней в слове Аллах опускается начальный слог ал, поэтому она звучит как лаху, лахи, лаха. Ас-Сануси предупреждал, что эту формулу надлежит использовать с осторожностью и только тем, кто «осознаёт её возможные последствия». Другие формулы зикра обычно представляют собой одно из «прекрасных имён» Бога, а именно: Хува, [аль-]Хакк, [аль-]Хайй, [аль-]Каййум, [аль-]Каххар и т. д. Согласно Аль-Газали, чтобы начать отправление «тихого» зикра, суфий должен уединиться в своей келье (завийа), где ему следовало постоянно произносить имя Аллаха, пока оно не проникнет в каждую клетку его тела.

### Продолжительность зикра
Продолжительность зикра всегда должна быть нечётной — 101 «круг», 1001 и т. п.

### Стадии зикра
Согласно Ибн Ата Аллаху, большинство из них различали три стадии поминания. Первая — это «зикр языка», который должен быть обязательно подкреплён «намерением сердца»; отсутствие такого искреннего намерения и полной сосредоточенности на имени Бога делает зикр бессмысленной и ненужной рутиной. На этой стадии подвижник обязан строго придерживаться правил поминания, предписанных ему его шейхом. Его задача заключается в том, чтобы «вселить Того, Кого он поминает (то есть Бога) в своё сердце». Когда эта задача исполнена, «воззвания к Богу» становятся непроизвольными и продолжаются уже без всяких усилий со стороны исполнителя поминания. Однако на этой стадии всё ещё можно различить три ключевых составляющих зикра: самого «поминающего» (закир), «поминание» (зикр) и «Поминаемого» (мазкур), то есть Бога.
После того, как первый этап пройден, суфий вступает в стадию «зикра сердца», на которой, согласно Аль-Газали, «на его языке не остаётся и следа [поминаемых им] слов». Теперь органом зикра становится само сердце суфия. Эта стадия, в свою очередь, делится на два этапа: сначала суфий должен насильно «заставить» своё сердце «произносить» формулу поминания, в результате чего он может почувствовать даже физическую боль в груди. Однако со временем нужда в каких-либо усилиях с его стороны отпадёт, так как формула станет неотъемлемой частью биения его сердца. Теперь имя Бога начинает пульсировать вместе с пульсацией крови в артериях человека без участия его голосовых связок или мозга. Находясь в этом состоянии «Божественного присутствия», вызванном поминанием, суфий совершенно забывает об окружающем мире. Такое состояние является основой для следующей, третьей, стадии зикра, которая называется «поминанием сердечной тайны» (сирр). Будучи вместилищем Божественного знания, сердце лучше других органов подходит для того, чтобы стать местом «лицезрения» Бога (мушахада) исполнителем «богопоминания». Именно в «сердечной тайне» поминающего осознание им Божественной единственности (таухид) и неразделимости человеческого и Божественного начал достигает своего апогея. Суфийские авторы часто связывают эту стадию с состоянием «благодеяния» (ихсан), которое, как уже говорилось, следует сразу за состояниями внешнего подчинения [Божьей воле] (ислам) и внутренней веры (иман). Когда суфий достигает этого состояния, зикр становится неотъемлемой частью его организма. Более того, всё естество суфия становится, иногда даже помимо его воли, «языком, отправляющем зикр». В конечном итоге упомянутая выше триада зикра, состоящая из «поминающего», «поминания» и «Поминаемого», перестаёт существовать и сливается в единое целое. В акте добровольного самоуничтожения в Боге человек, отправляющий зикр, теряет ощущение множественности окружающего мира (фана 'ан аз-закир би-Ллах), и тогда для него наступает не сравнимый ни с чем «момент истины». Индивидуальное «Я» суфия полностью растворяется во всепоглощающем Божественном единстве и единственности, которые не несут в себе и намёка на двойственность или множественность.

### Видения, сопровождающие зикр
Во время зикра суфии могут впадать в состояние экзальтации (джазба). В некоторых суфийских руководствах описываются звуковые и визуальные явления, которые соответствуют различным формам и стадиям зикра. В одном из таких описаний «зикр сердца» уподобляется «жужжанию пчёл», которое сопровождается особыми зрительными и цветовыми ощущениями. Аль-Газали, к примеру, говорил о видении «огней», которые «иногда проносятся как молнии, а иногда задерживаются, иногда надолго, иногда нет; иногда они следуют один за другим… а иногда сливаются в единое целое». Аль-Газали называет их «проблесками истины», которые Бог щедро ниспосылает Своим «избранникам». Некоторые суфии утверждали, что такого рода «световые явления» наиболее ярки на стадии «зикра сердечной тайны» и потому могут считаться его отличительной чертой. На этой стадии, согласно Ибн Ата Аллах аль-Искандари, «пламя зикра не угасает, его огни не иссякают… ты видишь, как одни огни поднимаются вверх, а другие опускаются вниз; тебя окружает пламя, из которого исходит обжигающий жар». Считается, что «поднимающиеся и опускающиеся огни» суть не что иное, как «Божественное озарение», вызванное правильно исполненным зикром.

### Критика зикра
В качестве примера этого явления можно привести экстатические танцы братства маулавийа и пронзительные выкрики «воющих дервишей» братства рифаия. В массовом сознании эти явления стали постепенно отождествляться с суфийским образом жизни в целом. Отчасти по этой причине в конце XIX — начале XX веков суфизм и его ритуалы подверглись резкой критике со стороны таких мусульманских реформаторов-модернистов, как Мухаммад Абдо и Рашид Рида.

## Практика в вере бахаи
В отличие от ислама, в вере бахаи практика зикра была определена самим основателем веры, Бахауллой. В своей Книге Законов, Китаб-и-Агдас (абз. 18), он дал такое указание:
Предписано, дабы всякий верующий в Бога, Господа Суда, ежедневно, омыв руки, а затем лицо, садился и, обращаясь к Богу, повторял девяносто пять раз «Алла-у-Абха». Так повелел Творец Небес, когда Он с величием и могуществом утвердился на престолах Имён Своих.
«Алла-у-Абха» — одна из форм 99 имён Аллаха. «Алла-у-Абха» — выражение, которое по-арабски означает «Бог Преславен». Согласно исламскому преданию, среди множества имён Бога есть одно величайшее; однако это Величайшее Имя оставалось до времени сокрытым. Бахаулла возвестил, что Баха́ и есть то самое Величайшее имя.
Таким образом, зикр бахаи связан с повторением самого святого для бахаи имени Бога, которое также ассоциируется с основателем их веры. По сравнению с суфийскими практиками зикр бахаи является очень простым, что следует приписать общей нелюбви Бахауллы ко «всему, что выходит за границы умеренности». Шоги Эффенди, Хранитель Веры, не советовал бахаи увлекаться такими практиками, как многократное повторение отрывков из Писаний или многочасовые молитвенные бдения. Бахаулла строго осудил тех, «что удалялись от мира в землях Индии, отказывали себе в том, что узаконил Бог, подвергали себя лишениям и умерщвлению плоти», и заявил, что они «не были помянуты Богом, Явителем Стихов».